# Ambarès-et-Lagrave
Ambarès-et-Lagrave (in occitano Ambarés e La Grava) è un comune francese di 16 798 abitanti situato nel dipartimento della Gironda nella regione della Nuova Aquitania.

## Società

### Evoluzione demografica
Abitanti censiti

## Amministrazione

### Gemellaggi
- Kelheim, dal 1982
- Norton Radstock, dal 1989